# Bryobartramia novae-valesiae
Bryobartramia novae-valesiae är en bladmossart som beskrevs av Stone och G. A. M. Scott 1973 [1974. Bryobartramia novae-valesiae ingår i släktet Bryobartramia och familjen Bryobartramiaceae. Inga underarter finns listade i Catalogue of Life.